# Catharina Halkes
Catharina Halkes (Vlaardingen, 2 luglio 1920 – Nimega, 21 aprile 2011) è stata una teologa, religiosa cattolica, femminista olandese.
Professoressa emerita all'Università Cattolica di Nimega, Catharina Joanna Maria Halkes , fu titolare della cattedra di "Cristianesimo e femminismo", cattedra da lei fondata nel 1983, e prima in un ateneo cattolico in Europa.

## Biografia
La Halkes visse la sua giovinezza a Vlaardingen, una piccola località nei pressi di Rotterdam. Nel 1945 si laureò in materie letterarie presso l'Università di Leiden. 
Nel 1964 intraprese gli studi di teologia pastorale presso l'Università Cattolica di Nimega, divenendo, nel 1970, responsabile pastorale del Dipartimento di Teologia. 
Durante il Concilio Vaticano II entrò nel gruppo di lavoro a sostegno dei vescovi olandesi. 
Nel 1982 la Yale University le conferì la laurea honoris causa.

## Opere
- Storm na de Stilte, 1964
- Gott hat nicht nur starke Söhne. Grundzüge einer feministischen Theologie, 1980, ISBN 3-579-00371-2
- Zoekend naar wat verloren ging. Enkele aanzetten voor een feministische theologie, 1984
- ... en alles zal worden herschapen. Gedachten over de heelwording van de schepping in het spanningsveld tussen natuur en cultuur, 1989 (ISBN 	90-259-4393-4)
- (con Edward Schillebeeckx): Maria. Gisteren, vandaag, morgen, 1992; traduzione in lingua italiana Maria ieri: oggi, domani. Brescia, Queriniana, 1995
- Aufbrechen und Weitergehen : auf dem langen Weg der christlichen Frauenbefreiung, 1994,